# My Name Is Earl
My Name Is Earl er en amerikansk sitcom af Greg Garcia.
Serien handler om den småkriminelle Earl, der en dag opdager karma. Han laver en liste over alle de dårlige ting (kriminelle, umoralske, onde osv.), han har gjort. Serien er bygget op omkring denne liste. Han opfylder som regel én ting pr. afsnit (21 min.), som han derefter streger ud på sin liste. Earl er, efter han er begyndt på sin liste, fuldstændig overbevist om, at karma hjælper ham. Det hjælpes også godt på vej af, at han i første afsnit, efter han er begyndt at gøre sine gode gerninger, finder det skrabelod på $100.000, som han i første omgang mistede.

## Hovedpersoner
- Earl Jehosaphat Hickey (Jason Lee) – Hovedpersonen og fortælleren af showet.
- Randall "Randy" Do Hickey (Ethan Suplee) – Earl's yngre bror.
- Joy Farrah Darville Hickey Turner (Jaime Pressly) – Earl's første ex-kone, nu gift med Darnell.
- "Darnell 'Crabman' Turner", formelt Harry Monroe (Eddie Steeples)- Joy mand, og stadig en af Earl's bedste venner.
- Catalina Rana Aruca (Nadine Velazquez)- Den smukke husholderske på Earl og Randy's motel.

## Andre personer
- Carlton "Carl" Hickey (Beau Bridges) – Earl og Randy's far.
- Katherine "Kay" Hickey (Nancy Lenehan) – Earl og Randy's mor
- Eric "Dodge" Chaz Hickey (Louis T. Moyle) – Joys ældste søn.
- Earl Hickey Jr. (Trey Carlisle) – Joys søn hun fik efter en affære.

## Ekstern henvisning
- My Name Is Earl på Internet Movie Database (engelsk)
- My Name Is Earls profil hos Encyclopædia Britannica Online (engelsk)
- My Name Is Earl på Rotten Tomatoes (engelsk)
- My Name Is Earl på Metacritic (engelsk)
- My Name Is Earl hos The Movie Database (engelsk)
- My Name Is Earl hos TheTVDB (engelsk)
- My Name Is Earl hos TV.com (engelsk)

| Fjernsyn | Spire Denne artikel om et tv-program er en spire som bør udbygges. Du er velkommen til at hjælpe Wikipedia ved at udvide den. |